# Dead-fetus-Syndrom
Das Dead-fetus-Syndrom ist eine seltene und schwere Gerinnungsstörung (Verbrauchskoagulopathie) in der Schwangerschaft. Sie kann ab der zweiten Schwangerschaftshälfte auftreten.
Ursache ist der Tod des Fötus bei gleichzeitigem Ausbleiben einer Fehlgeburt. Dadurch bleibt der tote Fötus in der Gebärmutter. Wird dies nicht rechtzeitig bemerkt, können Einschwemmungen von proteolytischen Enzymen und Gewebsthrombokinase in den mütterlichen Kreislauf gelangen. Dies kann zu einer lebensbedrohlichen intraversalen Blutgerinnung führen.